# Социалдемократически съюз (Косово)
Социалдемократически съюз (на босненски: Socijaldemokratska Unija, SDU) е политическа партия за права на националното малцинство на бошняците в Косово. Основана е през 2020 г. Седалището й е разположено в град Призрен, Косово. Председател на партията е Дуда Бале.
Тя е основана от Дуда Бале, който е и единственият народен представител от партията. Тя е била член на коалиция Вакат на парламентарните избори през 2019 г., който по-късно преминава в парламентарната група на ДЛК.
Партията участва в парламентарните избори през 2021 г., като получава 2549 гласа. Първоначално не успява да получи представителство в Събранието на Косово. Въпреки това партията подава жалба до Изборната комисия по жалби и жалби (PZAP на албански) заради нередовността на гласовете, получени от коалиция Вакат и Обединена общност, водена от Адриана Ходжич. Тази жалба е приета, и комисията по изборни жалби и жалби решава да анулира 4205 гласа от общините със сръбско мнозинство. При което Обединената общност не получава достатъчно гласове, за да влезе в парламента, докато SDU спечели представителство в Събранието на Косово, като печели едно място. Това решение по-късно е потвърдено от Върховния съд на Косово.

## Участия в избори

### Парламентарни избори
| Избори | Гласове | %    | Общо места | Места за бошняците | +/– |
| ------ | ------- | ---- | ---------- | ------------------ | --- |
| 2021   | 2 549   | 0,29 | 1 / 120    | 1 / 3              | 1   |